# Durga

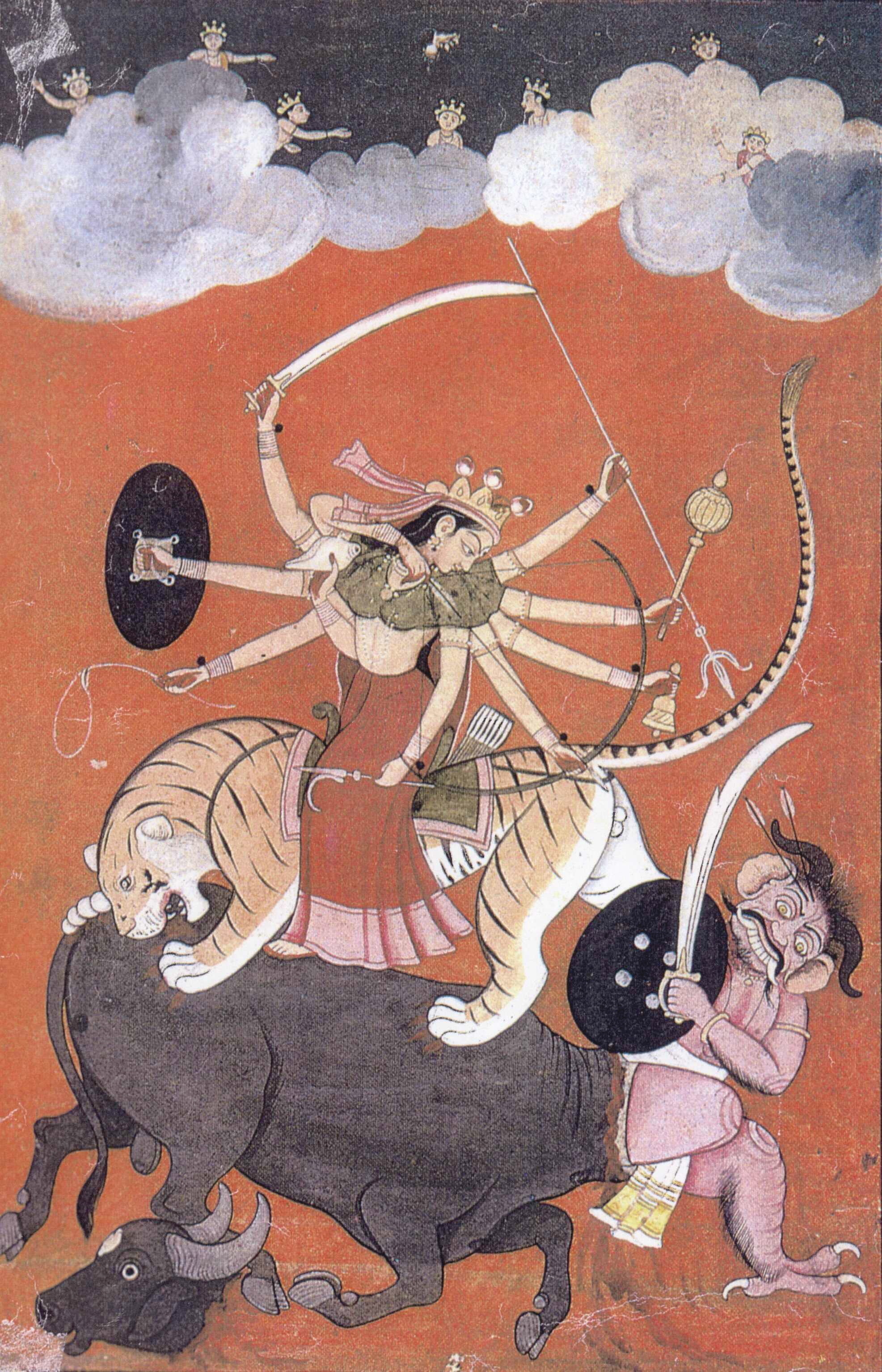
Durga küzdelme Mahisászurával a bivalydémonnal

Durga (dévanágari írással:  दुर्गा,   „megközelíthetetlen”,  „legyőzhetetlen”), a hindu anyaistennőnek, Mahádévinek egy népszerű, vad formája. Siva saktijának kegyetlen és ádázul oltalmazó megnyilvánulása, a teremtés dharmáját fenyegető démonok elpusztítója a hindu mitológiában.  A gyönyörű nőt több mint 18 fegyverrel, 10 karral ábrázolják hátasállatán a vad oroszlánon vagy a tigris társaságában.
Gyakran küzdelem közben, vagy győztesként jelenik meg, legnagyobb győzelmét a bivalydémon,  Mahisászura  felett aratta. Durgát évente fesztiválokkal ünneplik, a két legjelentősebb fesztivál a navarátri és a durga púdzsa.

## Története
Durga, a harcos istennő azért jött létre, hogy legyőzzön egy Mahisászura nevű pusztító démont.  Mahisászurának Brahma olyan hatalmat adott, mellyel győzedelmeskedett minden férfierő felett.  Mahisászura a terror uralmát valósította meg a földön, a mennyben és az alsó világban, és se ember, se isten nem tudta megállítani. Az istenek is tehetetlenek voltak. 
Siva, felismerve, hogy egyetlen ember vagy isten sem képes legyőzni Mahisászurát, megkérte a feleségét, Párvatit, hogy vállalja a női harcos istennő szerepét, és ölje meg a démont. Párvati elfogadta a szerepet. Közben az istenek tanácskoztak, és megállapították, hogy a démon már feldúlta mindhárom világot. Erejüket egyesítve fénysugarat hoztak létre, amely elérte Párvatit. Ezáltal készen állt harcolni a démonnal, hogy megmentse az isteneket. 
Az új erőkkel rendelkező istennő a Durga nevet vette fel. Ő a női nem legfőbb isteni formája, az anyaistennő. Durgát nem teremtették, ő az összesített energia női megtestesülésének formája.
Mahisászura kezdetben alábecsülte Durgát, és arra gondolt: "Hogyan ölhetné meg őt egy nő, akit a legfőbb istenek se tudnak? Durga nevetésével földrengést keltett, mellyel  megtépázta Mahisászura erejét. A szörnyű  Mahisászura harcba indult ellene, változó formákat öltve. Először egy bivalydémon képében jelent meg, akit Durga kardjával legyőzött. Aztán megváltoztatta a formáját és elefánttá vált, ennek Durga levágta az ormányát.  A démon  Mahisászura folytatta a harcot, egy oroszlán, majd egy férfi formáját véve fel, de Durgát nem tudta legyőzni.
Ekkor  Mahisászura újból támadt, férfi formáját elkezdte bivallyá változtatni. Az istennő ekkor kardjával levágta  Mahisászura bivalyfejét.

## Művészi ábrázolások

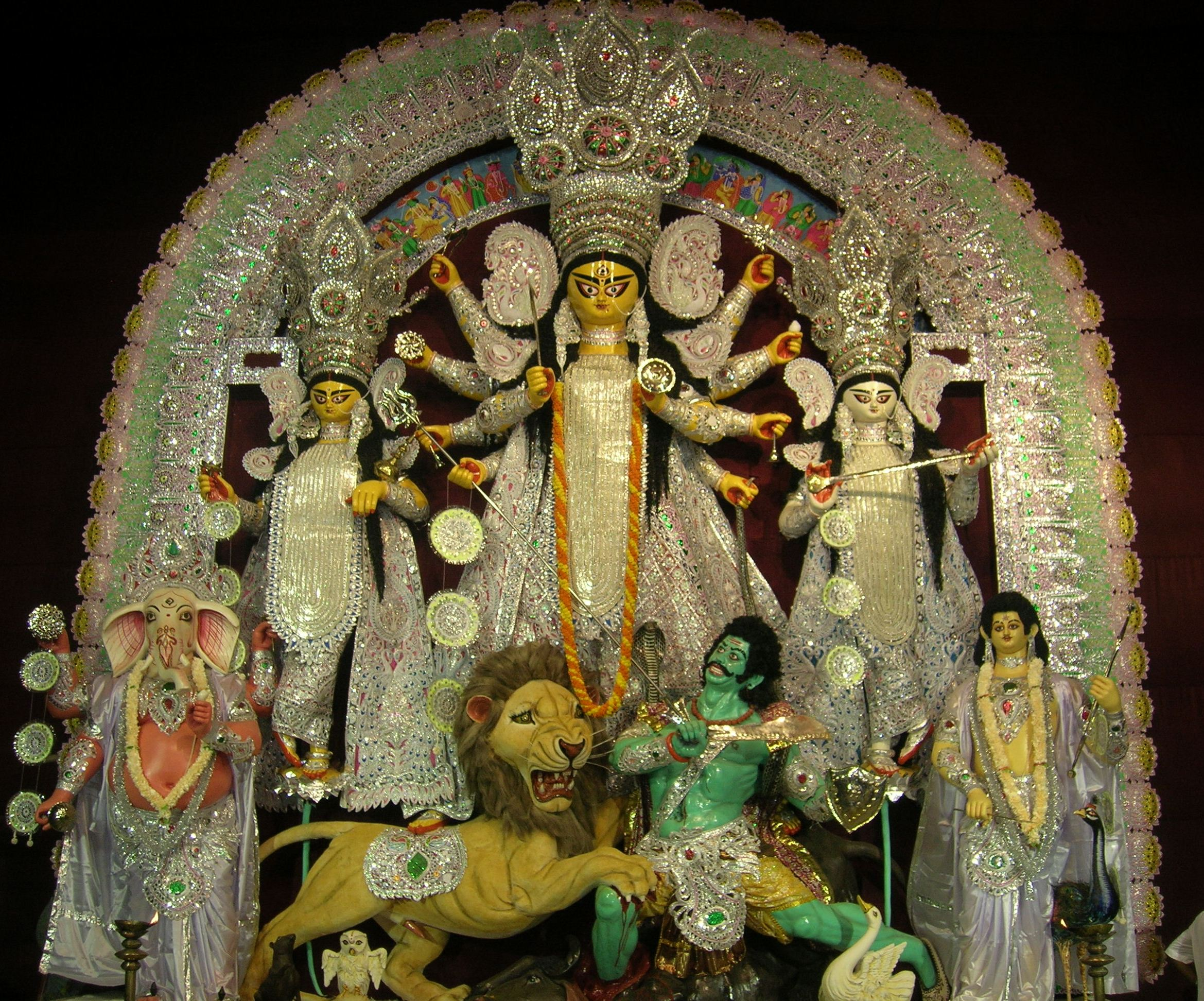
Durga-bálvány Kalkuttában

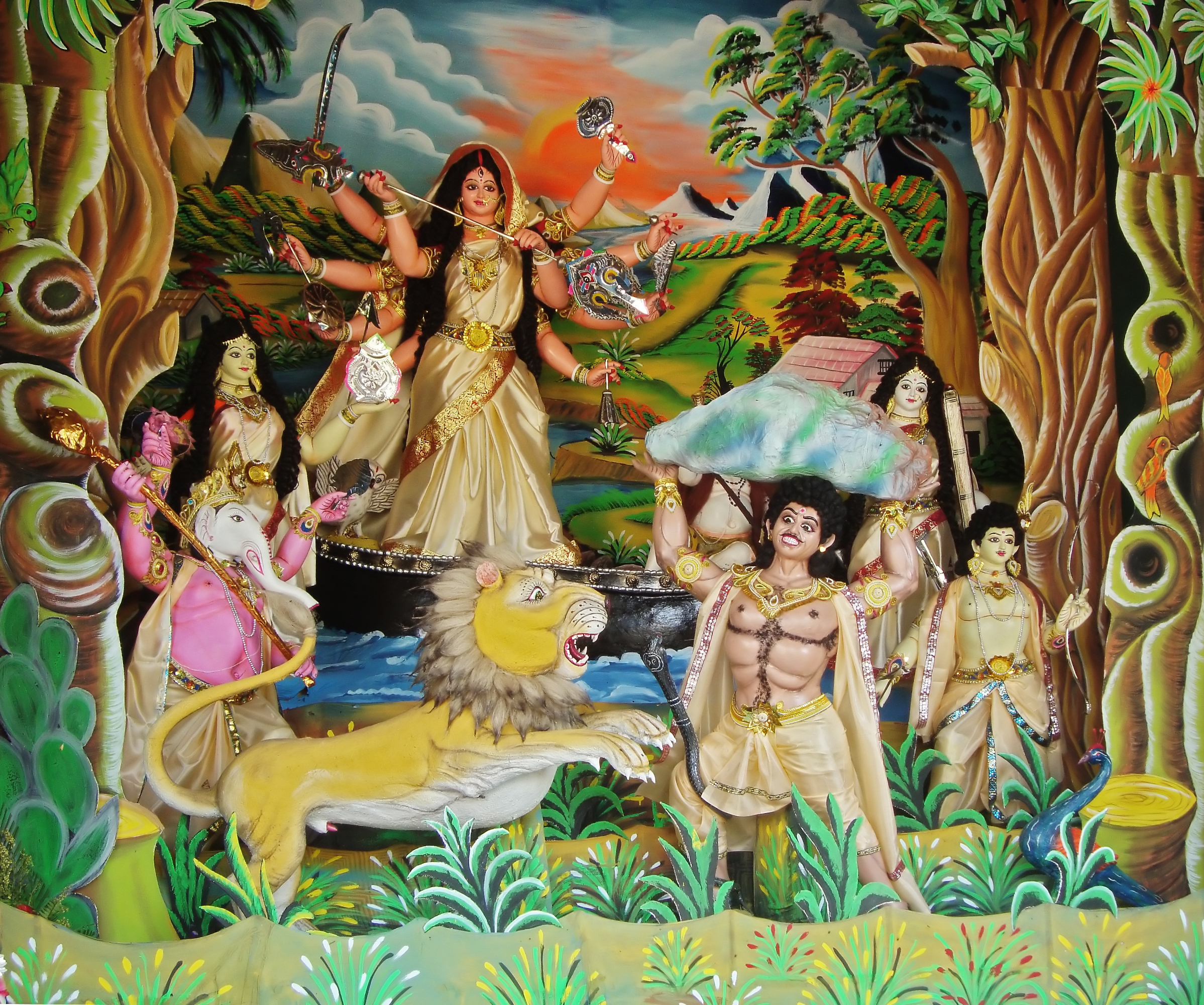
Durga púdzsa Bardhamánban, Indiában

Mivel Durga megölte  Mahisászurát, ezért ismert Mahisászuramardini, mint Mahisászura elpusztítója is, így jelenik meg a korai indiai művészetben.
A lándzsa és a háromágú szigony a leggyakoribb fegyverei. Az ábrázolásokon a harc különböző szakaszai láthatók, megjelenik rajta a bivalydémon, vagy a bivaly fejű férfi, vagy annak egyéb formái.

## Ünnepek
Ünneplik a csata kilenc napját, ennek neve navarátri, majd az utolsó napot vidzsajádasami néven Észak-Indiában, vagy az utolsó négy-öt napot durga púdzsa néven.  Dél-Indiában, különösen Ándhra Pradesben navarátrit is ünneplik, és az istennő minden nap másnak van öltözve (például Szaraszvati, Párvati, Laksmi )
- A négy napos durga púdzsa a legnagyobb évente megrendezésre kerülő fesztivál Nyugat-Bengálban, Asszámban, Oriszában, Bihárban, Dzshárkhandben és Nepálban. Ünneplik India különböző részein, különösen a Himalájai régiókban, de ünneplik különböző formában az egész hindu univerzumban.
- Durga győzelmének ünnepe a vidzsajádasami (Bihár, Nyugat-Bengál), Dasain (Nepál) vagy a Dashara (Hindi) - ezek a szavak szó szerint azt jelentik: a győzelmes tizedik nap.

Bangladesben, a négy napos durga púdzsa a hinduk legnagyobb vallási ünnepe. A vidzsajádasami nemzeti ünnep.

## További információk

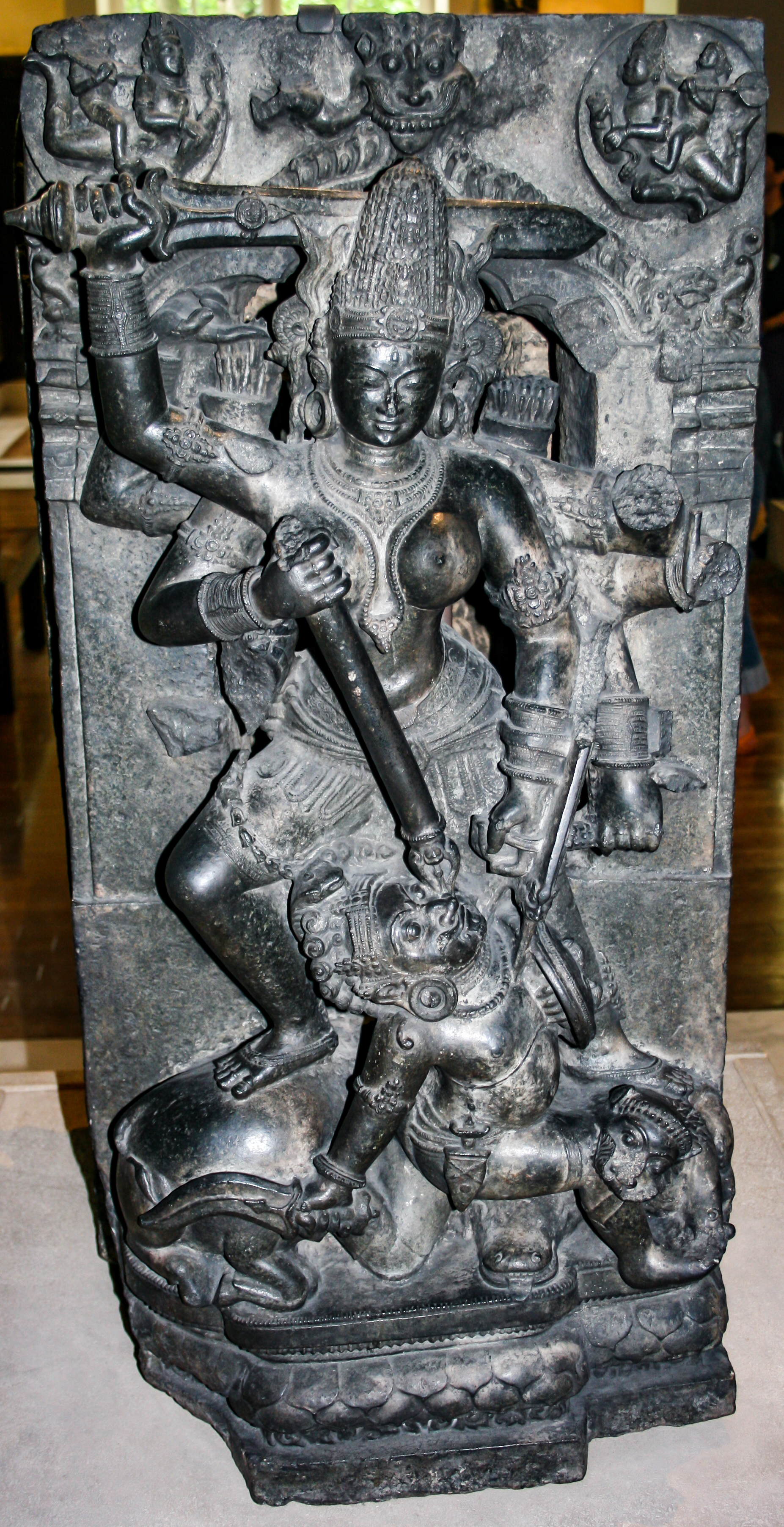
Durga megöli a bivalydémont. Valószínűleg a konáraki naptemplomból. (British Museum)

## Fordítás
- Ez a szócikk részben vagy egészben  a   Durga című angol Wikipédia-szócikk ezen változatának fordításán alapul.  Az eredeti cikk szerkesztőit annak laptörténete sorolja fel. Ez a jelzés csupán a megfogalmazás eredetét és a szerzői jogokat jelzi, nem szolgál a cikkben szereplő információk forrásmegjelöléseként.